# 독일 경제 위기 (2022년~현재)
독일 경제 위기(German economic crisis)는 이전의 "노동 시장 기적" 기간인 2005~2019년의 극적인 반전을 의미하는 독일 경제의 심각한 침체이다. 지난 수십 년 동안 유럽의 경제 강국으로 여겨졌던 이 나라는 2023년에 0.3% 위축으로 전 세계적으로 최악의 성과를 내는 주요 경제국이 되었고, 2024년에는 경기 침체에 기댄 최저 성장을 기록했다. 몇몇 경제학자, 사업가 및 기타 전문가들은 독일의 경기 침체로 인해 독일이 1990년대부터 "유럽의 병자"라는 명성을 되찾을 수 있다는 우려를 표명했다. 경제학자들은 독일 경제가 "영구적 위기 모드"에 있다고 말했다.
이러한 감소는 여러 가지 요인에 기인한다. 2022년 이전에 에너지 공급 다각화에 대한 긴급성이 부족하여 에너지 가격이 상승했다(동시 요인에는 러시아의 우크라이나 침공, 원자력 발전 단계적 폐지, 느린 에너지 전환 속도 및 비용 증가, 화석 연료 등이 포함됨), 디지털 기술의 느린 적응으로 인한 상대적으로 낮은 생산성, 독일 정치(특히 부채 브레이크, CDU/CSU가 연방 헌법 재판소에 제출한 600억 유로의 기후 기금을 성공적으로 판단한 신청) 위헌 및 이에 따른 집권 숄츠 내각 내부 내분)이 경기 부양을 방해하고, 글로벌 수요 변화가 국가의 수출 주도 경제에 해를 끼치며 높은 내부 실질 임금 증가로 인한 수요가 높은 생활비로 인해 지연된다. 인구 고령화, 여성의 낮은 노동 참여, 독일로의 이민 둔화 등 인구통계학적 문제로 인해 발생하는 숙련된 인력 부족도 문제이다.
위기는 950만 명에게 영향을 미치는 심각한 주택 부족을 포함하여 독일 사회에 더 광범위한 영향을 미쳤다. 이는 또한 독일 총리 올라프 숄츠(Olaf Scholz)가 이끄는 동시 신호등 연정의 구성원을 포함하여 전통적으로 지배적인 정당에 대한 지지가 크게 감소하고 극우 독일을 위한 대안이나 좌파 자라 바겐크네히트 동맹(Sahra Wagenknecht Alliance)이 견인력을 얻고 있다.

## 같이 보기
- 탈산업화
- 러시아의 우크라이나 침공의 경제적 영향
- 유럽 국가 부채 위기
- 바이마르 공화국의 초인플레이션